# E-Rotic
E-Rotic je švýcarsko-německé hudební duo, které v roce 1994 založil německý producent David Brandes. V Evropě jsou známí díky hitům „Max Don't have sex With Your Ex“ a „Fred Come to Bed“.

## Historie
Skupina E-Rotic vznikla v roce 1994. První velký hit skupiny byla skladba Max Don't Have Sex With Your Ex. Na televizních obrazovkách upoutala skupina E-Rotic svým klipem. Klip byl kreslený a obrazně vyjadřoval děj odehrávající se v textu písně.

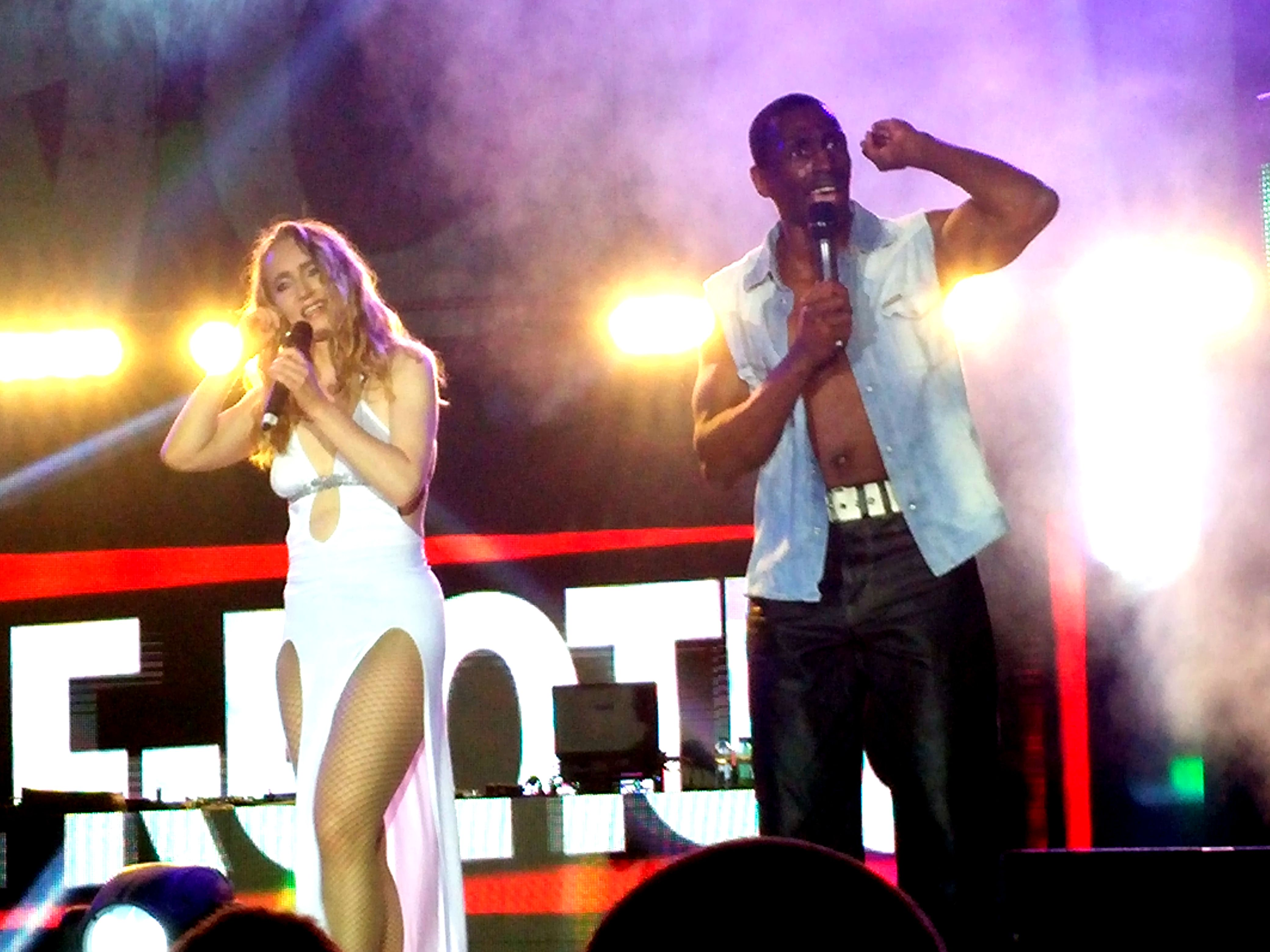
E-Rotic, Sofia, 2015-5-9

Další velký hit skupiny, Fred Come To Bed, navazuje tematicky na píseň Max Don't Have Sex With Your Ex, podobně jako mnohé další. Každou píseň skupiny E-Rotic v televizních hitparádách doprovázel podobně komický kreslený videoklip jako skladbu Max Don't Have Sex With Your Ex. Časem se však hudební styl skupiny začal z nutnosti posluchačů měnit. Pomalu přechází ze stylu eurodance, kterým tato skupina vévodila ve svých počátcích, do stylů dancepop až europop. Je to tím, že dnešní posluchači jsou již přesyceni tanečními styly konce devadesátých let a chtějí něco nového. Přesto všechno se na nových albech skupiny E-Rotic najde mnoho písní vymykajících se dnešním zvyklostem a vracejících se do stylu eurodancu. Stejně jako hudební styl, se v E-Rotic mění i interpreti. Prvními interprety, byla zpěvačka Lyane Leigh a rapper Raz-Ma-Taz. Ti se podepsali pod první album s názvem Sex Affairs. Oba skupinu posléze opustili a dále se věnovali skupině s téměř stejným stylem, která dostala název S.E.X. Appeal. Novou tvář skupiny zformovala jména Jeanette Christensen a Terence d'Arby. Ti byli tváří alba The Power of Sex. Třetí album "Sexual Madness" navázalo na úspěch předchozích dvou alb se singlem "Turn me on", který se stal top hitem především v Japonsku představila se i nová mužská tvář E-Roticu Ché Jouaner.
Koncem roku 1997 vychází zvláštní album s názvem Thank You For The Music. Není to přímo album skupiny E-Rotic, nýbrž album obsahující skladby světoznámé skupiny ABBA mírně upravené autory skladeb pro E-Rotic a nazpívané interprety E-Roticu. První singl z tohoto alba byla píseň "The Winner takes it all".
Skladby jako Fred Come To Bed, Willy Use A Billy, Boy nebo Sex On The Phone už dávno nenajdeme mezi nejhranějšími, avšak například na albu Mambo No. Sex, které je spíše komerční záležitostí, můžeme najít skladby jako Sam nebo Oh Nick Please Not So Quick, které se ke starému stylu stále vracejí a mají stále velkou spoustu příznivců, naopak nové příznivce si E-Rotic získává svými skladbami Queen Of Light nebo Dance With The Vamps, které nepatří do 'standardního' repertoáru skupiny, ale také se neřadí do stylu hudby dnešní doby.
Skupina mimo Evropy zaznamenala významné ohlasy i v Japonsku, některá alba tam ovšem vyšla pod jinými názvy. Album v Evropě známe jako Mambo No. Sex vyšlo v japonské edici pod názvem Kiss Me a album Missing You jako Gimme Gimme Gimme. Album Sexual Healing vyšlo pouze v Japonsku.
Se singlem "King Kong" vyšlo album s názvem "Sex Generation" v Japonsku se stal hitem singl "Billy Jive (With Willy's Wife)". Na tomto albu uslyšíme opět jiný hlas, protože Jeanette Christensen skupinu opustila a založila nový projekt s názvem "Jeane". Novou tváří a tudíž i hlasem se stala "Yasemin Baysal".
Po 2CD "The Collection", které vyšlo pouze v Japonsku, E-Rotic vydali -Best of- album s trance nádechem "Total Recall" a posledním albem se stal "Cocktail E-Rotic", píseň "Heartbreaker" byla v Japonsku velmi oblíbená. V Evropě šel do rádií song "I Feel your Heartbeat", na youtube se později objevila i vocal verze, která nahrazuje rapované sloky. Tehdy se oficiálně tváří i hlasem skupiny stala Lydia Madaljewski, která už pro E-Rotic zpívala od roku 1999 a Robert Spehar, který byl jen partnerem na vystoupení. V roce 2000 vyšlo najevo, že do roku 1999, všechny pěvecké práce měla na starosti zpěvačka Lyane Leigh. Kromě prvního hitu "Max don't have Sex with your Ex", "Take my Love" a "Temple of Love" měl všechny mužské hlasy na svědomí sám David Brandes, známý německý hitmaker. Jeho další projekty jsou například i dívčí seskupení Vanilla Ninja. Je podepsán i pod skladbami Chrise Normana či projektu Bad Boys Blue
V roce 2004 skupina E-Rotic zanikla.
V roce 2015 se začaly šířit zvěsti, že se E-Rotic vrátí opět na hudební scénu, což se také stalo. Vrátila se původní zpěvačka Lyane Leigh s novým pódiovým partnerem, kterým je Stephen Appleton. Vystupují aktivně po evropských zemích a v roce 2016 vyšel nový singl "Video Starlet".
Na konci roku 2019 zremixoval písen E-Rotic-Help-Me-Dr.-Dick Dj Germanikss Dancer 

## Diskografie

### Alba
- 1995 – Sex Affairs
- 1996 – The Power Of Sex
- 1997 – Thank You For The Music
- 1997 – Sexual Madness
- 1998 – Greatest Tits
- 1999 – Kiss Me (Japonsko)
- 1999 – Mambo no. Sex
- 2000 – Gimme Gimme Gimme (Japonsko)
- 2000 – Missing You
- 2001 – Sexual Healing
- 2001 – The Very Best Of E-Rotic (Japonsko)
- 2001 – Sex Generation
- 2002 – The Collection (Japonsko)
- 2003 – Total Recall (poslední vydané album)
- 2003 – Cocktail E-Rotic (Japonsko, poslední vydané album)
- 2024 - Level Up

### Singly
- 1994 – Max Don't Have Sex With Your Ex
- 1995 – Fred Come To Bed
- 1995 – Sex On The Phone
- 1995 – Willy Use A Billy... Boy
- 1996 – Help Me Dr. Dick
- 1996 – Fritz Love My Tits
- 1996 – The Power Of Sex
- 1996 – Gimme Good Sex
- 1997 – Turn Me On
- 1997 – The Winner Takes It All
- 1998 – The Horniest Single In The World
- 1998 – Baby Please Me
- 1998 – Thank You For The Music
- 1999 – Oh Nick Please Not So Quick
- 1999 – Kiss Me
- 1999 – Don't Say We're Through
- 1999 – Mambo no. Sex
- 2000 – Gimme Gimme Gimme
- 2000 – Queen Of Light
- 2000 – Missing You
- 2000 – Don't Make Me Wet
- 2001 – L.O.V.E. (Sex On The Beach)
- 2001 – King Kong
- 2001 – Billy Jive (With Willy's Wife)
- 2003 - Max Don‘t Have Sex With Your Ex 2003
- 2016 - Video Starlet
- 2018 - Mr. Mister
- 2020 - Max Don‘t Have Sex With Your Ex - Reboot 21
- 2021 - Murder Me '21
- 2021 - Head Over Heeld

### Všechny písně
1. All i desire
2. Angel eyes
3. Angel's night
4. Baby please stop
5. Bad boy
6. Big Max
7. Billy jive
8. Cat's eye
9. Chico chaco
10. Come on make love to me
11. Crying like a child
12. Dance with the vamps
13. Do it all night
14. Don't go
15. Don't make me wet
16. Don't say we're through
17. Don't talk dirty to me
18. Dr Love
19. Dynamite
20. Ecstasy
21. En mon coeur
22. Erotic dreams
23. Falling for a witch
24. Final heartbreak
25. Fred come to bed
26. Freedom
27. Fritz love my tits
28. Get away
29. Gimme good sex
30. Give a little love
31. Give me delight
32. Got to get it right now
33. Gotta get it groovin
34. Hearts are a changing
35. Head over heels
36. Help me dr Dick
37. I want you
38. I'm horny
39. In the dark of the night
40. Is it you
41. It's just a little flirt
42. Jonny Y
43. King Kong
44. Kiss me
45. L.O.V.E
46. Lay back
47. Love and sex are free
48. Makin love in the sun
49. Mambo no sex
50. Manga maniac
51. Max don't have sex with your ex
52. Mi amante
53. Missing you
54. Molly Dolly
55. Move me baby
56. My heart goes boom boom
57. Oh Nick please not so quick
58. Ooh la la la
59. Ralph don't make love by yourself
60. Rock me baby
61. Sam
62. Save me
63. Send me a message of love
64. Seven seconds away
65. Sex machine
66. Sex me
67. Sex on the phone
68. Sexual healing
69. Sexual madness
70. Shag me
71. Shenandoah
72. Shy
73. Skin to skin
74. Take my love
75. Talk to your girl
76. Tears in your blue eyes
77. Temple of love
78. Test my best
79. The power of sex
80. The winner takes it all
81. Untouchable feeling
82. Veejay the dj
83. Voulez-vous coucher avec moi
84. When i cry for you
85. Why
86. Wild and strong
87. Wild love
88. Willy use a Billy boy
89. Wish you were here
90. You give me all i desire